# Даніель бен Моше аль-Кумісі
Даніель аль-Кумісі (Дамаган, Табаристан – 946, Єрусалим) — вчений часів раннього караїмізму. Розквіт його активності припав на кінець ІХ або на початку Х століття. Він був вихідцем з Дамагана, столиці провінції Куміс, колишньої держави Табаристан (сучасна провінція Семнан Ірану), про що свідчать два його прізвища, остання з яких є лише в Кіркісані. Його ставлення до Анана бен Давида та його жорстокий спротив ананітам (тобто першим караїмам, послідовникам і безпосереднім наступникам Анана) характерні для його місця в караїзмі. Спочатку він високо цінував Анана, називаючи його рош хамаскілімом ("шефом вчених"); але пізніше він зневажав його і називав рош ха-кесілімом ("начальником дурнів"). Проте думки Даниїла караїми поважали.
Пізніше Даніель іммігрував до Єрусалиму і заснував орден "Сільських оплакувачів". Можливо, він побудував найстарішу караїмську синагогу, яка знаходиться в Єрусалимі. Закріплює протосіоністичні погляди, він закликав своїх прихильників-караїмів, щоб повернутися до Ізраїлю, і назвав тих, хто виступав проти «дурні, які залучають гнів Господа» в своєму посланні до діаспори.
Щодо теорій Даниїла, він заперечував, що спекуляції можна розглядати як джерело знань, і, мабуть, відповідно до цього положення, він стверджував, на противагу Анану, принцип, згідно з яким біблійні закони не повинні тлумачитися алегорично і не пояснюватися навпаки до простого тексту. Він мало поважає науку, як, наприклад, коли він стверджує, що забороняється визначати початок нового Місяця обчисленням, як це робить рабин, оскільки такі обчислення засуджуються, як астрологія, і їх практика загрожує суворим покаранням, за словами Ісаї XLVII. 13–14. І все-таки сам Даниїл у своєму коментарі до Книги Левита xxvi. віддається довгим роздумам про теодицею та страждання благочестивих. Його концепція ангелів також є надзвичайною. Він говорить, що скрізь, де в Біблії згадуються "мал'ахіми" (ангели), позначення стосується не живих, здатних говорити істот, які діють як посланці, а сили природи, як вогонь, туман, вітри тощо. Тобто засоби, за допомогою яких Бог виконує Свої справи (порівняйте Маймоніда, "Море", ii. 6). Це може бути пов’язано з впливом садукеїв (які також заперечували існування ангелів; порівняйте Дії апостолів xxiii. 8), з огляду на той факт, що твори циркулювали серед попередніх караїмів імені Садока і містять думки садукеїв.

## Юридичні рішення
Даниїл висловився за суворе тлумачення Тори. Наступні рішення його збереглися: заборонено робити будь-яку роботу незалежно від Шаббата (суботи) - навіть для очищення рук з порошком або мати будь-яку роботу в суботу на неєврея, будь то безпричинно, або за заробітну плату чи будь-яку іншу компенсацію. Палити вогні заборонено не лише ввечері в п’ятницю, а й вечорами фестивалів. В описі в Лев. xxiii. 40 дерев, які, за словами Даниїла, використовувались при зведенні сукки, вираз "periez hadar" (плід гарних дерев) більш чітко пояснюється "гілки пальм". його краса (Cant. vii. 8).
Подібно до Анана, Беньяміна бен Моше Нагавенді та Ізмаїла аль-Укбарі, Даніель заборонив в діаспорі їсти тих тварин, які використовувались для жертвоприношень, додаючи до доказів своїх попередників інших, взятих з Осії IX. 4 та Іса. lxvi. 3. Заборона, що міститься у Виході xxiii. 19 ("Не кидай дитину в молоці матері") не слід тлумачити алегорично, як це тлумачив Анан, а буквально. Священик виконував наказ "віджати [відщипнути] голову" птиці ("меліка", Лев. 15), повністю відрізавши голову після забою. Чистих птахів не можна впізнати за певними ознаками, як стверджують рабиніти, але імена птахів, знайдені в П’ятикнижжі, є визначальними (і оскільки їх не завжди можна ідентифікувати, караїми роблять клас заборонених птахів дуже великим). Серед сарани лише чотири види, прямо названі Левитом. xi. 22 дозволені як їжа. Заборонено їсти яйця, оскільки вони повинні розглядатися як живі істоти, які не можна вбивати, як це доводить Втор. xxii. 6–7, де дозволяється брати молодняк, але не яйця. З риби дозволено лише яйця; кров заборонена. Прокаженого все ще слід вважати нечистим (це теж спрямовано проти Анана, який вважав, що закони щодо чистого та нечистого не застосовуються в діаспорі). Однак туша тварини перестає бути нечистою після того, як із нею було використано будь-який спосіб, як це доводить Лев. vii. 24.

## Вплив Ісламу та Талмуду
Щодо левіратного шлюбу, Даніель погоджується з Ананом, що "ахім", у Втор. xxv. 5, не означає "брати", що порушувало б заборону, що міститься в Лев. xviii. 16, але "відносини". Історія про Юду та його синів ( Буття xxxviii. 8) нічого не доводить, оскільки на той час заборони одружуватися з дружиною брата не існувало. Заборона, що міститься в Лев. xviii. 18 не можна сприймати буквально (як сприймають рабини), бо сестра дружини заборонена за будь-яких обставин, як і брат чоловіка (тут є приклад методу аналогії, "хеккеш"); це, скоріше, зведена сестра дружини, про яку йдеться у даному уривку; наприклад, дочка дружини тестя, яку останнє ім’я мало від першого чоловіка. У цьому випадку заборона закінчується смертю дружини. Дочка не виключена зі спадщини, як кажуть рабинці, хоча її частка менша, ніж частка сина, і становить лише одну третину; адже в законі оцінки у зв'язку з обітницями (Lev. xxvii.) жінки цінувались менше, ніж чоловіки. Відповідно до цього закону мати також отримує третину. Можливо, тут на Даніеля вплинув шаріат (див. Коран, сура iv. 12, 175). В іншому Даніель слідує Талмуду, вважаючи, що нащадки того, хто має право на частину, досягають усіх його прав; діти сина - тобто онуки - мають перевагу над дочкою, тіткою. Нарешті, Даниїл вважає, що відповідальність за дотримання заповідей повинна починатися не з тринадцятого, а з двадцятого року; що Новий рік починається з десятого Тишрі, як випливає з Єзека. xl. 1; і що мусульмани також можуть виступати свідками появи молодика.
Даниїл написав кілька творів івритом, і всі, крім кількох цитат та фрагментів, були втрачені. Існують незаперечні докази того, що він склав юридичний кодекс (Сефер ха-Міцвот або "Книга заповідей ") і працю про права на спадщину. Останній, проти якого Саадія спрямував свою полеміку, був, можливо, лише частиною згаданого кодексу. Він також писав коментарі до П'ятикнижжя, до Ісуса Навина, до Суддів і, можливо, до інших біблійних книг. Вони не публікували коментарів, а пояснення певних уривків і містили також відступи. Слова часто пояснювались арабською. Ці коментарі, особливо коментарі до П'ятикнижжя, ймовірно, містили багато перелічених вище рішень.

## Ресурси
- Kohler, Kaufmann and Samuel Poznansky. "Daniel ben Moses al-Ḳumisi". [Архівовано 29 червня 2011 у Wayback Machine.] Jewish Encyclopedia. Funk and Wagnalls, 1901–1906; which contains the following bibliography:
  - The principal source regarding Daniel and his opinions is Ḳirḳisani, sec. i., ch. i.-ii. xviii. (ed. Harkavy, p. 280, lines 8-19; 285, 19–20; 316, 14-29); sec. iii., ch. xxi.-xxiii., sec. xi., ch. xxvi.; sec. xii., ch. vii., xxxiii. (MSS. Br. Mus. Or. 2524, fols. 63–68; 2578, fols. 10-15 and 143–144;
  - compare Steinschneider Festschrift, pp. 199 et seq.). For the other opinions of Daniel: Hadassi, **Eshkol, 126נ, 233נ, 236ח, 240ר, 256נ, 287נ, 308ע, 316ה;
  - Aaron ben Elijah, Gan 'Eden, 65b, below, and 169d, below;
  - Bashyaẓi, Aderet, ch. ii., iii. Extracts from the, after quotations from Karaitic authors, are found in: Pinsker, Liḳḳuṭe Ḳadmoniyyot, ii. 188;
  - Abraham Harkavy, in Berliner's Magazin, xx. 228;
  - Samuel Poznanski, in Jew. Quart. Rev. viii. 683. A fragment of the commentary to Lev. i. 1-15, vi. 21-vii. 21, from the Cairo Genizah, has been published by Schechter, Saadyana, pp. 144–146 (Jew. Quart. Rev. xiv. 512; compare ib. 41,79);
  - another fragment, to Lev. xxv. 9-xxvi. 25, has been edited by Harkavy, in Fuchs', i. 169–173, who ascribes it to Benjamin al-Nahawandi. Daniel, however, is the author, compare Harkavy, Studien u. **Mittheil. viii. 192, and note 2; 187.
  - Compare also Pinsker, l.c. i. 45;
  - Fürst, Geschichte des Karäerthums, i. 78;
  - Gottlober, p. 164;
  - Harkavy, Ḳirḳisani, p. 271;
  - Poznanski in Jew. Quart. Rev. viii. 681 et seq.;
  - Margoliouth, ib. ix. 436, note 2.